# Cassos
Os cassos eram uma tribo da Grã-Bretanha da Idade do Ferro no século I a.C.. Eles são conhecidos apenas por uma breve menção nas escrituras de Júlio César. Eles podem ter sido uma das quatro tribos de Kent, representadas por César por referências aos "quatro reis daquela região" e no registro arqueológico por conjuntos de cerâmica distintos.